# Dynastia burgundzka
Dynastia burgundzka – boczna linia francuskiej dynastii Kapetyngów. Wywodziła się od Roberta I Starszego – młodszego syna króla Francji, Roberta II Pobożnego.
Starsza linia jego potomków, wywodząca się od starszego wnuka Odo I, rządziła w Burgundii do 1361. 
Młodsza, wywodząca się od młodszego wnuka Henryka, rządziła w Portugalii od 1095. W 1139 Alfons I zwany Zdobywcą ogłosił suwerenność i przyjął tytuł króla. Główna linia jego potomków wygasła w 1383 na królu Ferdynandzie. Po dwóch latach walk o tron korona przeszła na jego naturalnego brata Jana I, założyciela dynastii Aviz. Potomkowie Jana rządzili w Portugalii do 1910 roku i w Brazylii.